# Astense Aa
De Astense Aa is een van de zijrivieren van de Aa. Deze beek vormt over een grote lengte de grens tussen de gemeenten Asten en Deurne. Ze is tussen 1960 en 1970 over vrijwel de gehele lengte gekanaliseerd. Daarnaast heeft de rivier te lijden gehad van de aanleg van Rijksweg 67. De Astense Aa is ongeveer 20 km lang.

## Verloop
De Astense Aa begint tegenwoordig als een ontginningswater: een hoog gelegen aanvoerwaterleiding die ter hoogte van het dorp Neerkant aan de rand van de Peel haar water ontvangt uit het kanaal van Deurne ter hoogte van het natuurgebied Het Molentje. Dat kanaal ontvangt aangevoerd water uit de Maas via o.a. de Noordervaart. Het peilbeheer en de waterkwaliteit daarvan zijn in hoge mate onnatuurlijk.
De Astense Aa stroomt vervolgens langs de provinciegrens naar de rand van de Groote Peel om daar uit te komen op het voormalige brongebied westelijk van het gehucht Heitrak. Een ander brongebied was de rand van de Deurnese Peel via de Soeloop. Het water had daardoor vroeger een aparte, door het veenwater beïnvloede kwaliteit. Zuidelijk van Liessel vloeien de beide stukken samen, en de beek gaat verder westelijk richting Vlierden, door het zwaar beboste, maar met oude boerderijen afgewisselde, landgoed-achtige gebied dat vanouds bekendstaat als de Beelsfundatie. Hier ligt ook het natuurgebiedje de Berken. Ook bij Ommel stroomt de beek nog tussen en langs naaldbosgebieden zoals de intensief recreatief benutte Oostappense Heide waarna het in de Aa uitstroomt. In de omgeving van deze samenvloeiing is een waterbergingsproject in studie. Momenteel is men bezig de beek haar meanderende karakter terug te geven.

## Watermolens
Vroeger stonden er op de Astense Aa twee watermolens en wel:
- De Belgerense Watermolen, bij buurtschap Belgeren, ten zuiden van Vlierden.
- De Watermolen van Ruth, halverwege Vlierden en Liessel, bij de buurtschap Ruth.

## Natuurgebied "De Berken"
Enkele delen van de beek hebben hun oude meandering behouden. De omliggende terreinen worden als natuurgebied beheerd. Zo ligt er ten oosten van Ommel een natuurgebiedje van 49 hectare dat eveneens Astense Aa heet (ook: Astensche Aa, naar de schrijfwijze op oudere topografische kaarten). Hier meandert de beek over een lengte van 2 kilometer. Het vegetatietype kan worden aangeduid als een eiken-elzenbos. In dit beekdalreservaat vindt men de bosbeekjuffer, de weidebeekjuffer en de beekschaatsenrijder. Daarnaast huizen er acht soorten vleermuizen en er zijn grote aantallen glimwormen, waarvan de larven leven van huisjesslakken.
Aangezien de Astense Aa ernstig vervuild is door de intensieve landbouw, is de plantengroei van het reservaat sterk verruigd. Het gebied is eigendom van het Brabants Landschap.